# Ширинга (река)
Ширинга — река в России, протекает в Ростовском районе Ярославской области; правый приток реки Кось.
В верхнем и среднем течении пересыхает.
Сельские населённые пункты около реки: Дуброво, Чуфарово, Карагачево, Филимоново, Душилово, Шумилово, Молоди.